# Mehmet Konica
Mehmet Konica bég vagy albánosan Mehmet Bej Konica (Konica, 1881 – Róma, 1948) albán politikus, diplomata. 1914 és 1920 között több albán kormányban vezette a külügyminiszteri tárcát, emellett Albánia londoni nagyköveteként, illetve több nemzetközi konferencia és tárgyalássorozat résztvevőjeként képviselte hazája érdekeit.
Faik Konica (1875–1942) amerikai albán lapkiadó, publicista, diplomata öccse. Az angolszász történetírásban neve gyakran Mehmet Konitza alakban fordul elő.

## Életútja
Tanulmányait a francia tanítási nyelvű konstantinápolyi Galataszeráji Oszmán Birodalmi Gimnáziumban végezte. Ezt követően rövid ideig korfui oszmán konzulként teljesített szolgálatot, ahol titokban biztosította a függetlenségükért küzdő albán gerilláknak, hogy támadásaikra felkészüljenek. Albánia függetlenségének kikiáltását követően 1913 januárjától a londoni nagyköveti konferenciára delegált albán küldöttség tagja volt Filip Noga és Rasik Dino mellett. 1914-ben előbb Albánia athéni követe, majd 1914. június 22-én rövid időre Turhan Përmeti kormányának külügyminisztere lett, annak szeptember 3-ai feloszlásáig. Az első világháborút követően tagja volt a Fan Noli vezette népszövetségi albán delegációnak. Részt vett az 1918 decemberében összeült durrësi kongresszuson, s a december 25-én megalakult második Përmeti-kormány külügyi tárcájának vezetője lett. A kormányfő Përmeti és Mihal Turtulli mellett 1919 februárjában tagja volt a Párizs környéki béketárgyalásokon megjelent albán küldöttségnek. A Përmeti-kormány feloszlása után, 1920. január 30. és november 20. között a Delvina-kabinet külügyminiszteri feladatait látta el.
1922-ben őt nevezték ki Albánia első londoni – Párizsba is akkreditált – nagykövetévé. Állomáshelyét 1922. március 28-án foglalta el, s 1925. május 21-ei lemondásáig irányította a nagykövetségen folyó diplomáciai munkát. Az Amet Zogut a hatalomból félreállító 1924-es júniusi forradalmat követően befolyását latba vetve azon dolgozott, hogy a brit kormány elismerje a Fan Noli alakította demokratikus kormányt, de törekvéseit nem koronázta siker.
Noha az évtized első felében a hatalmát építgető Zogu ellenzékének számított, és tartott az olaszok Albániával kapcsolatos terveitől is, hazatérését követően Zogu megbízásából 1926-ban részt vett a tiranai paktumhoz vezető kétoldalú olasz–albán tárgyalásokon 1930 és 1933 között az immár király I. Zogu politikai tanácsadója és szárnysegédje volt. E minőségében vett részt 1931 októberében az Isztambulban megrendezett második Balkán-konferencián, ahol simulékony, konfliktuskerülő diplomáciai modorával kivívta magának az albán sajtó heves bírálatát.
Albánia olasz annexiója, 1939 áprilisa után a megszálló hatóságok Olaszországba (Rómába vagy Firenzébe) internálták. 1940–1941-ben az albán ellenállási mozgalom támogatásával megbízott brit ügynök, Walter Francis Stirling Isztambulban dolgozott egy zogista emigráns kormány megszervezésén, amelyben Konicának is fontos szerepet szánt; a Foreign Office támogatása híján azonban nem lett semmi a tervekből. Az olaszok kapitulációja és a német hadsereg Albániába való bevonulása után, 1943 novemberében felmerült Konica neve a Mitrovica-kormány külügyminiszteri posztjára is, de ő visszautasította a felkérést. Római emigrációban halt meg.